# 伊東恵司
伊東 恵司（いとう けいし、1967年 - ）は、日本の合唱指揮者、詩人、作詞家。作詩・作詞活動をする際は「みなづきみのり」のペンネームを使用している。京都府合唱連盟理事、日本合唱指揮者協会会員。アルティ声楽アンサンブルフェスティバル実行委員長、コーラスめっせ代表。

## 人物
京都府京都市生まれ。父はろう者の権利獲得、手話通訳の普及に尽力した、ろう教育者の伊東雋祐。
京都府立嵯峨野高等学校を経て、同志社大学経済学部へ進学（専攻は「ポストモダン芸術論」）。同志社グリークラブに在団中、本番の直前に恩師とも言える指揮者福永陽一郎が急死。その跡を継ごうと決心し、指揮者の道を歩む。1990年に同志社大学を卒業後、母校に勤務する傍ら、関西を中心に合唱指揮者として活動することになる。
1990年に淀川混声合唱団の指揮者に就任。1993年になにわコラリアーズを創設し、以後全日本合唱コンクール全国大会において1999年から2008年まで10年連続金賞、うち3回で最高賞である文部科学大臣奨励賞を受賞した。その他、合唱団葡萄の樹（1999年創設）、アンサンブルVine（2000年創設）など、多数の合唱団を創設して指導に当たるほか、同志社グリークラブ、混声合唱団名古屋大学コール・グランツェなど、多数の大学合唱団の指導や客演指揮を行っている。
合唱指揮者として活躍する一方で、2009年頃より本格的に作詞活動を開始。多くは合唱曲の歌詞として、松下耕、高嶋みどり、千原英喜、信長貴富などの作曲家により合唱曲が多数作られている。当初は「みなづきみのり」という名前以外の情報は公表せずに正体を隠していたが、「ハンナ」（2013年5月号）において自身のペンネームがみなづきみのりであることを公表した（非公式の公表としては2013年3月に福島県郡山市で行われた第18回音楽都市こおりやま全国合唱祭でのアンサンブルVine出演時の舞台上トークにて自ら公表）。

## 音楽
同志社グリーの学生指揮者として真っ先に取り上げた曲は多田武彦『中勘助の詩から』。これは伊東が中勘助の作品「銀の匙」を愛読していたことによる。中勘助の繊細な詩情はそのまま伊東の音楽の繊細さにつながる。多田と伊東は年齢は離れているものの「京都の大学にて男声合唱団で活動する」「大学卒業後はサラリーマンと並行して音楽活動を行う」「若き日に映画監督を志した経験を持つ」といった共通点があり、また多田の最晩年の作品『京洛の四季』は伊東の詩による。
一方、なにわコラリアーズの創設後は、「ともすれば画一的で工夫のないように見えた男声合唱界を活性化させようと」あまり開拓されていなかった海外の現代曲を中心に取り組んだ。その評価はなにわコラリアーズの10年連続金賞という結果が示す通り、全国の合唱団のレパートリーの拡大につながっている。

## 著書
- 「学生合唱のためのスチューデントソングブック」（名島啓太共著、2011年、カワイ出版）
- 「学生合唱のためのスチューデントソングブック2」（名島啓太共著、2015年、カワイ出版）
- 「グリークラブアルバム CLASSIC」（広瀬康夫・山脇卓也共著、2016年、カワイ出版）
- 「グリークラブアルバム NEXT」（広瀬康夫・山脇卓也共著、2017年、カワイ出版）